# Bakossi Nationalpark
Bakossi Nationalpark (BNP) er et beskyttet område i Bakossi skovreservat, oprettet ved et dekret i begyndelsen af 2008. Parken har et areal på 293,2 km2 og var begrundet med bevarelse af en mangfoldig flora.

## Beliggenhed
Bakossibjergene er en del af Cameroun-linjen, der løber ind i landet i nordøstlig retning fra Mount Cameroun. Bjergene har et areal på omkring 2.300 km2 og en højde på mellem 800 og 1.900 meter. Den højeste top er Mount Kupe på 2.064 meter. Bjergene indeholder, hvad der kan være det største område med skyer eller submontane skove i Vest-Centralafrika. Området omfatter nationalparken og det foreslåede Muanenguba økologiske reservat mod øst og Kupe økologiske reservat syd for parken.
Klimaet har en tør sæson mellem november og marts, og en regnsæson fra april til oktober. Den varmeste måned er januar og den vådeste måned er august. Temperaturen varierer fra 22 °C til 32 °C; nedbøren ligger på mellem 3 og 4 meter årligt. Luftfugtigheden er mellem 70% og 85%. Bjergskråningerne er hovedsageligt dækket af frugtbar vulkansk jord.

## Biodiversitet
Bakossi landskabsområdet er en del af økoregion Cameroun-højlandet, der omfatter en bred vifte af levesteder i forskellige højder. Personale fra Kew Gardens og IRAD-National Herbarium of Cameroon arbejdede mellem 1995 og 2005, på at udarbejde en liste over planter i Kupe-Bakossi-regionen. Området havde instil da ikke været kendt for en særlig mangfoldig flora. Botanikerne fandt 2.440 plantearter, hvilket er et enormt antal. Af disse var en ud af 10 arter nye for videnskaben. 82 var endemiske for området og 232 var ifølge International Union for Conservation of Natures (IUCN) 2001-riterier truet af udryddelse.
Blandt de mest interessante af de nyopdagede arter er Kupea martinetugei (Triuridaceae), der er en ny art saprofyt, der helt mangler fotosyntetisk væv. Den er en del af en ny slægt og en ny stamme, og er kritisk truet. Den er indtil videre kun fundet på to små steder, hver kun med et areal på et par kvadratmeter.
Området er hjemsted for vigtige store pattedyr, som omfatter den truede bavian: dril, den afrikanske skovelefant, chimpanse og den kritisk truede Preuss' røde colobus. World Wide Fund for Nature (WWF), som har assisteret med oprettelsen af parken, har engageret sig i kortlægning af fordelingen af store store pattedyr i parken. De er koncentreret i den nordlige og sydlige del af parken, måske på grund af at der er større tilgængelighed af mad og husly og lavere niveauer af jagt og jorddyrkning.

## Trusler
Området er hovedsageligt beboet af Bakossifolket, men befolkningen omfatter også Mbo, Manehas, Bakem, Baneka og immigrerede Bamilikifolk. I de sidste par årtier har der været en hurtig vækst i befolkningen. De oprindelige folk praktiserer skovhugst i lille skala, hvor træet bruges til at bygge boliger og lave møbler og høste skovplanter. Dette har minimal indvirkning på miljøet. De dyrker kakao og kaffe som handelsafgrøder og dyrker yams, kassava, bønner og peber til eget forbrug og til salg. Indgreb i dyrenes levesteder vækker bekymring. En rapport fra 2003 sagde, at jagt efter bushmeat havde nået uholdbare niveauer og satte de store pattedyrs eksistens på spil.
Mere end 200 af parkens plantearter er i fare for at uddø. Kew Gardens har arbejdet med lokalbefolkningen for at hjælpe dem med at forstå værdien af bevaring, og de har taget føringen i at bevare skoven mod ulovlig skovhugst og rydning til landbrug. Traditionelle overbevisninger har spillet en rolle i at hjælpe med at bevare økosystemet. Hellige skove og lunde i nationalparken har betydeligt højere artsdiversitet end i det nærliggende Mount Cameroun, men de fleste af befolkningen i området er fattige subsistensbønder. Fald i prisen på deres kaffe- og kakaoafgrøder har fået dem til at øge presset på skoven, for at tjene penge.
Fra 2011 var det projekteret at omdanne over 700 km2 ubeskyttet jord i regionen til oliepalmeplantager. Projektet blev begrundet som en bæredygtig indtægtskilde for befolkningen i regionen. Bekymringen er, at rydning af skove, for at give plads til plantagerne, vil påvirke levebrødet for de lokale beboere der er afhængige af skovprodukter, alvorligt, og at en massiv tilstrømning af lavtlønnede plantagearbejdere vil resultere i en kraftig og uholdbar stigning i ulovlig skovhugst og jagt i beskyttede områder som Bakossi nationalpark.  Bevaringsgrupper identificerede Blackstone Group som en af hovedinvestorerne i det, de kalder "Cameroun deforestation drive", som de siger vil være en økologisk katastrofe. Senere købte det USA-baserede Herakles Farms 100 % af Blackstones palmeolieaktiviteter i Cameroun, og Blackstone er ikke længere involveret. Herakles Farms går videre med projektet, som oprindeligt omfattede 132 hektar af selve nationalparken. Herakles har sagt, at "plantagerne vil følge de højeste miljømæssige og sociale standarder og fuldt ud overholde Roundtable on Sustainable Palm Oil (RSPO) Principles & Criteria".